# ولمیراشتت
شهر ولمیراشتت (به آلمانی: Wolmirstedt) در ایالت زاکسن-آنهالت در کشور آلمان واقع شده‌است.